# Beisa
De beisa of Oost-Afrikaanse spiesbok (Oryx beisa) is een Afrikaanse oryx, verwant aan de gemsbok (Oryx gazella). Soms wordt de beisa als een ondersoort van de gemsbok gezien.

## Kenmerken
De beisa is een grote, gespierde antilope met een stevige nek, lange kop en lange, dunne hoorns. Beide geslachten dragen hoorns. Deze kunnen 60 tot 120 centimeter lang worden. De staart bestaat uit lange, zwarte haren. De poten zijn smal en stevig en eindigen in grote, zwarte hoeven. 
De korte vacht is bruinig grijs van kleur aan de bovenzijde, en wit aan de buikzijde. Over het onderste gedeelte van de flank loopt een zwarte streep. Ook over de voorpoten, boven de knieën, loopt een zwarte band. De kwastoorspiesbok heeft een bruinere vacht en haarkwastjes aan de oren. 
Het gezicht heeft een opvallende tekening: over beide zijden van het gezicht loopt een brede zwarte streep, van de hoornbasis over de ogen naar het onderste gedeelte van de wangen. Deze sluit aan op een grote vlek op het bovenste deel van de snuit. De vacht op 't onderste deel van de snuit is wit, waardoor de donkere neusgaten duidelijk opvallen. Ook heeft hij een zwarte vlek op het voorhoofd, een zwarte vlek die loopt van de keel omhoog naar de oren en in een dun lijntje naar de kin.
De beisa heeft een kop-romplengte van 153 tot 170 centimeter, een schofthoogte van 110 tot 120 centimeter en een staartlengte van 45 tot 50 centimeter. De vrouwtjes zijn kleiner dan de mannetjes: mannetjes wegen tussen de 167 en 209 kilogram, vrouwtjes tussen de 116 en 188 kilogram.

## Ondersoorten
Er zijn twee ondersoorten:
- Echte beisa (Oryx beisa beisa)

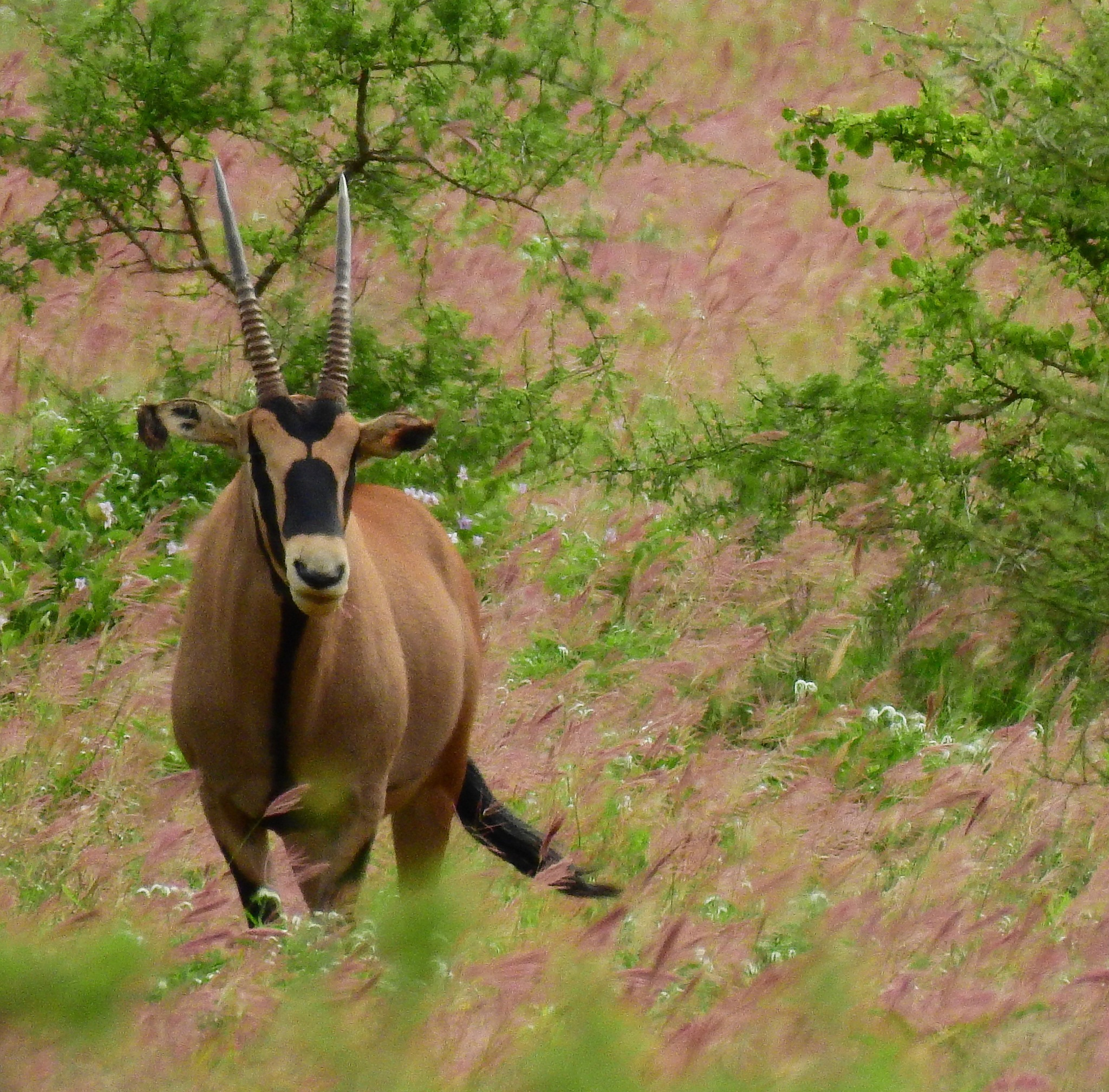
Een kwastoorspiesbok in Kenia

- Kwastoorspiesbok (Oryx beisa callotis)

## Verspreiding en leefgebied
De beisa leeft voornamelijk in droge halfwoestijnen met gras en enkele struiken en in open savannes. Deze soort komt ook in vochtigere streken voor dan de andere oryxen. Hij komt voor in de Hoorn van Afrika, zuidwaarts tot Centraal-Tanzania en westwaarts tot Zuid-Soedan en Noordoost-Oeganda. De Tanarivier vormt de scheiding tussen de echte beisa en de kwastoorspiesbok.

## Leefwijze
De beisa leeft voornamelijk van gras. Hij eet ook soms bladeren van bomen en struiken, knollen en plantenwortels, voornamelijk in de droge tijd. Ze kunnen langere tijd zonder water, zelfs langer dan een dromedaris, maar drinken dagelijks als er een waterbron in de buurt is. Hij is de gehele dag door actief. Op het heetst van de dag zoekt de beisa de schaduw op. 
De beisa leeft in gemengde kudden van zes tot meer dan zestig dieren. Een enkele keer voegen deze kudden zich samen tot grote kudden van meer dan tweehonderd dieren. Onder beide geslachten bestaat een hiërarchie. Oudere vrouwtjes bepalen de richting waarin een kudde zich beweegt. Dieren leven vaak binnen de kudde in kleinere, meer permanente subgroepen. Bij gevaar vlucht hij weg, maar soms valt de beisa aan, waarbij hij met de scherpe hoorns ernstige verwondingen kan toebrengen.

## Voortplanting
Één jong wordt geboren na een draagtijd van ongeveer 265 dagen. Als een vrouwtje moet werpen, zondert ze zich af van de kudde. Het jong blijft minstens twee weken lang liggen. Twee tot drie weken later keert ze terug met haar jong. Een jong blijft bij het moederdier totdat het een jaar oud is. Na 18 tot 24 maanden is het dier geslachtsrijp. Een beisa kan tot 22 jaar oud worden in gevangenschap.